# Galeottia
Galeottia is een geslacht van twaalf soorten orchideeën uit de onderfamilie Epidendroideae.
Het zijn middelgrote epifytische planten van open, zonnige laaglandregenwouden uit Midden- en noordelijk Zuid-Amerika, met Colombia als middelpunt, gekenmerkt door grote pseudobulben en een bloemtros met enkele weinig kleurrijke maar opvallend grote, vlezige en welriekende bloemen.

## Naamgeving en etymologie
Galeottia is vernoemd naar de Belgische botanicus Henri Guillaume Galeotti (1814–1858).

## Kenmerken
Galeottia-soorten zijn middelgrote epifytische planten, met korte, dikke rizomen, grote eivormige, langgerekte of vierhoekige pseudobulben, die wanneer ze jong zijn omhuld worden door kleine bladscheden, met aan de top twee of drie lancetvormige tot ovale, gekielde bladeren, en een veelbloemige aar met twee tot enkele in verhouding grote bloemen op een korte, okselstandige, horizontale of klimmende bloemstengel met aan de basis de nieuwe generatie pseudobulben.
De bloemen zijn weinig kleurrijk, met gelijkvormige, min of meer vlakke, klauwvormige kelk- en kroonbladen met spitse top. De bloemlip is drielobbig, met korte, smalle, opgericht laterale lobben en een brede, ovale middenlob, voorzien van longitudinale richels en franjes. De lip draagt een centrale, waaiervormige, geribbelde callus. Het gynostemium is kort, dik en geklauwd, en draagt vier harde, wasachtige pollinia in twee paren verbonden door een vierhoekig stipum.

## Taxonomie
Uit DNA-onderzoek uit 2005 door Whitten et al. blijkt dat Galeottia, samen met de zustergeslachten Batemannia en Zygosepalum, een monofyletische clade zou kunnen vormen.
Het geslacht omvat twaalf soorten. De typesoort is Galeottia grandiflora.

### Soortenlijst
- Galeottia acuminata (C.Schweinf.) Dressler & Christenson (1988 publ. 1989)
- Galeottia antioquiana (Kraenzl.) Dressler & Christenson 1988 publ. 1989)
- Galeottia burkei (Rchb.f.) Dressler & Christenson (1988 publ. 1989)
- Galeottia ciliata (Morel) Dressler & Christenson (1988 publ. 1989)
- Galeottia colombiana (Garay) Dressler & Christenson (1988 publ. 1989)
- Galeottia fimbriata (Linden & Rchb.f.) Schltr. (1920)
- Galeottia grandiflora A.Rich. (1845)
- Galeottia jorisiana (Rolfe) Schltr. (1919)
- Galeottia marginata (Garay) Dressler & Christenson (1988 publ. 1989)
- Galeottia negrensis Schltr. (1925)
- Galeottia peruviana D.E.Benn. & Christenson (1998)
- Galeottia prainiana (Rolfe) Dressler & Christenson (1988 publ. 1989)